# MoonRun
MoonRun是一种基于特殊虚拟训练的室内专用有氧运动器材。它是由以色列物理治疗师乔纳森·霍夫曼（Jonathan Hoffman）于2016年发明的。MoonRun可以悬挂在门、墙钩或横梁上，类似于其他悬挂训练设备，如TRX懸吊式阻抗訓練.

## 概述
MoonRun是一种悬挂训练系统，可以训练身体增强有氧能力、核心稳定性、灵活性、平衡性及力量。它使用运动传感器和弹性系统，旨在提供高强度、低冲击的体能训练。该设备能够使锻炼者在虚拟训练环境中进行自然状态的身体运动，如跑步、步行、短跑、跳跃、转身以及下蹲。
MoonRun可用于提高职业运动员的成绩，也可用于因身体受伤或健康受损而导致无法锻炼的人群。开发人员还能为用户创建个性化的虚拟训练环境，使设备更具实用性。
MoonRun發明者乔纳森·霍夫曼是一位来自以色列特拉维夫、在澳大利亚学有所成的理疗师和人体运动科学研究员。当他想开发一种新型的室内有氧运动悬挂训练器械时，发明了MoonRun。 霍夫曼还发明了CoreAlign，一种连職業足球运动员基斯坦奴·朗拿度（Cristiano Ronaldo） 都在使用的运动训练工具。

## 同类产品
- TRX懸吊式阻抗訓練（TRX System）